# Sans lendemain
Sans lendemain is een Franse dramafilm uit 1939 onder regie van Max Ophüls. De film staat ook bekend onder de titel La Duchesse de Tilsitt.

## Verhaal
Evelyne Morin wordt in de steek gelaten door haar man. Om voor haar kind te kunnen zorgen neemt ze een baan aan als danseres in een nachtclub. Daar ontmoet ze haar vroegere liefde Georges, die intussen getrouwd is. Ze trekt met hem naar een skioord om herinneringen op te halen.

## Rolverdeling
| Acteur            | Personage     |
| ----------------- | ------------- |
| Edwige Feuillère  | Evelyn Morin  |
| George Rigaud     | Georges       |
| Daniel Lecourtois | Armand        |
| Mady Berry        | conciërge     |
| Michel François   | Pierre        |
| Georges Lannes    | Paul Mazuraud |
| Pauline Carton    | huishoudster  |
| Paul Azaïs        | Henri         |
| André Gabriello   | Mario         |
| Louis Florencie   | dronken klant |